# سنتز تری‌آزین پینر
سنتز تری‌آزین پینر(به انگلیسی: Pinner triazine synthesis) عبارت است از تهیه ۲-هیدروکسیل-۶٬۴-دی‌آریل-s-تری‌آزین‌ها از واکنش آریل آمیدین‌ها و فسژن. این واکنش ممکن است به آمیدین‌های آلیفاتیکِ هالوژنه نیز تعمیم داده شود.
این واکنش اولین بار توسط آدولف پینر در سال ۱۸۹۰ کشف شد.